# Fires of Kuwait
Pour plus de détails, voir Fiche technique et Distribution.
Fires of Kuwait (en français Les feux du Koweït) est un film américain réalisé par David Douglas (en) sorti en 1992.

## Synopsis
Le film documente les incendies de pétrole au Koweït en se concentrant sur les conditions dans lesquelles ces incendies ont été éteints et leur conséquence environnementale. Le film se focalise largement sur les méthodes d'extinction utilisées par les pompiers internationaux, comme l'utilisation de l'eau de la mer du golfe Persique, d'un moteur d'avion ou de TNT dans le but d'étouffer les flammes.

## Fiche technique
- Titre : Fires of Kuwait
- Réalisation : David Douglas
- Scénario : David Douglas
- Musique : Michael Brook
- Photographie : David Douglas
- Montage : Barbara Kerr
- Production : Sally Dundas
- Narrateur : Rip Torn
- Société de production : IMAX et Black Sun Films
- Société de distribution : IMAX (États-Unis)
- Pays de production :  États-Unis
- Genre : Documentaire
- Durée : 36 minutes
- Date de sortie : 
  - États-Unis : 9 juin 1992

## Distinctions
Le film est nommé à l'Oscar du meilleur film documentaire 1993.